# Jean-Baptiste David
 (mai 2016).
Si vous disposez d'ouvrages ou d'articles de référence ou si vous connaissez des sites web de qualité traitant du thème abordé ici, merci de compléter l'article en donnant les références utiles à sa vérifiabilité et en les liant à la section « Notes et références ».
Jean-Baptiste-Marie David (en anglais John Baptist Mary David), né le 4 juin 1761 à Couëron, près de Nantes, et mort le 12 juillet 1841 à Nazareth (Kentucky), est un prélat sulpicien français qui fut missionnaire aux États-Unis et évêque de Bardstown.

## Biographie
Jean-Baptiste David est le fils de Jean David et de Jeanne Audrain. Il est placé à l'âge de sept ans chez un oncle prêtre qui l'instruit en latin, en français et en musique. Il entre au collège des oratoriens à l'âge de quatorze ans, puis au séminaire de Nantes, recevant les ordres mineurs en 1778. Il est ordonné prêtre le 24 septembre 1785. Il rejoint les prêtres de Saint-Sulpice et enseigne la philosophie, la théologie et les Écritures au séminaire sulpicien d'Angers de 1786 à 1790.
Cependant la Terreur s'abat sur le clergé catholique de France qui est obligé de jurer à la Constitution, ce à quoi la majorité se refuse. Il est recuilli au sein d'une famille pieuse. Risquant sa vie, il décide en 1792 d'émigrer aux États-Unis, avec l'abbé Benoît-Joseph Flaget (futur évêque lui aussi) et de se vouer aux missions dans ce pays immense manquant de prêtres. Les deux prêtres s'installent à Baltimore. L'abbé David missionne dans les campagnes, et devient professeur au Georgetown College (en) (1804-1806), puis au séminaire Sainte-Marie de Baltimore (en) (1806-1810) Il est appelé ensuite dans le diocèse de Bardstown  pour ouvrir le nouveau séminaire Saint-Thomas. Il y fonde en 1812 les Sœurs de la Charité de Nazareth avec Catherine Spalding, dont il sera le directeur spirituel pendant toute sa vie.

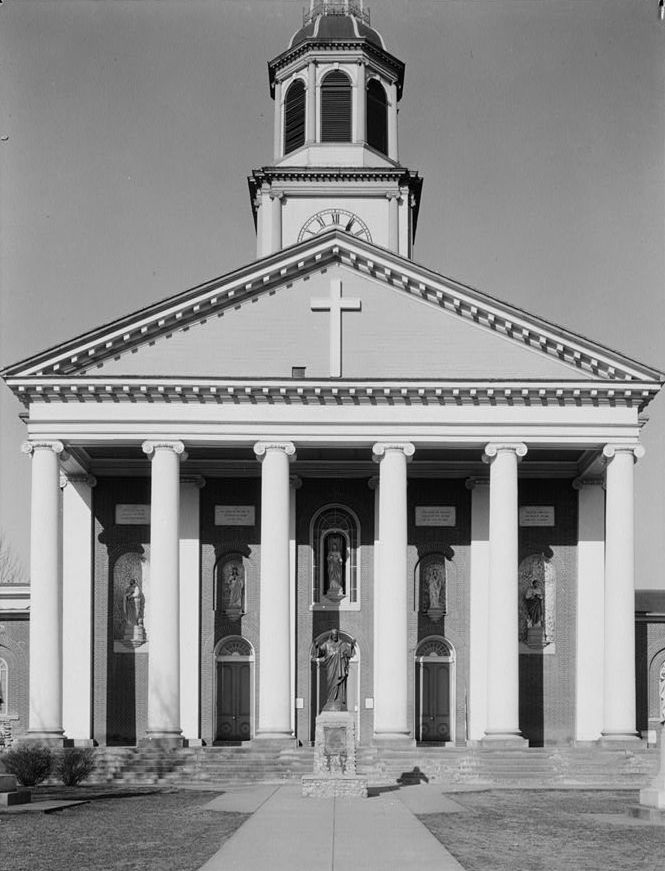
Façade la cathédrale Saint-Joseph de Bardstown

Il est nommé en 1817 évêque coadjuteur de Bardstown et évêque in partibus de Mauricastre (de) par Pie VII. Il reçoit sa consécration épiscopale deux ans plus tard, des mains de son ami Mgr Flaget. Il demeure supérieur du séminaire Saint-Thomas et se dévoue aux missions. Il succède finalement à Mgr Flaget, comme évêque de Bardstown, le 25 août 1832, jour de la Saint Louis. Mais il démissionne un an plus tard pour raisons de santé et termine sa vie à Nazareth, auprès des Sœurs de la Charité, où il meurt en 1841 à l'âge de quatre-vingts ans.